# 天主教哈里斯堡教區
天主教哈里斯堡教區（拉丁語：Dioecesis Harrisburgensis）是美國一個羅馬天主教教區，屬費城總教區。成立於1868年3月3日。
範圍包括賓夕法尼亞州南部十五縣，教座位於州府哈里斯堡。2006年有教友247,492人（佔轄區總人口12.2%）、八十九個堂區、192名司鐸。現任教區主教若瑟·博德·麥法登。